# Robinsonův ostrov I

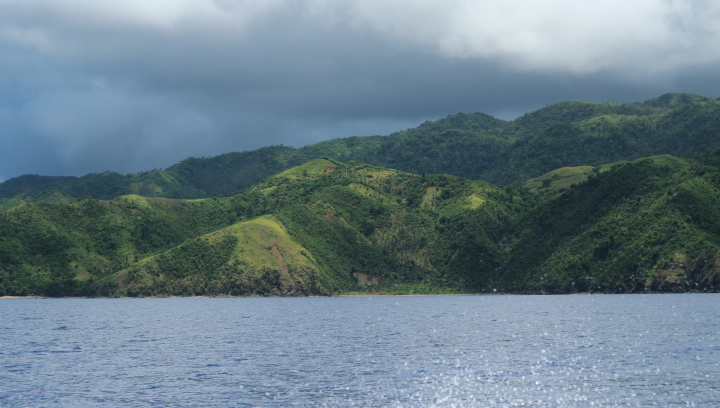
Pohled na oblast souostroví Caramoan, kde se show natáčela.

První série reality show Robinsonův ostrov měla premiéru 16. ledna 2017 na TV Nova. Série se natáčela na Filipínách, v oblasti souostroví Caramoan. Moderátorem byl Ondřej Novotný. Natáčela se v roce 2016 a vysílána byla od ledna do května 2017. Série trvala 44 dnů a vítěz získal 2 500 000 Kč.

## Pravidla
Osmnáct soutěžících je rozděleno do dvou kmenů po devíti lidech a mají své vlastní barvy, vlajku a znak. Trosečníci jsou nuceni přežívat v divočině bez jakýchkoli moderních vymožeností po dobu 44 dnů. V průběhu soutěže se konají náročné souboje o odměny, například o jídlo nebo vybavení pro snadnější přežití, nebo o imunitu. Kmen, který prohraje souboj o imunitu, musí navštívit kmenovou radu, kde ze svého středu vybere jednoho a ten musí hru opustit.
Jakmile zbývá menší počet hráčů, asi v polovině hry, jsou kmeny sloučeny v jeden a soutěžící musí soutěžit každý sám za sebe. Individuální imunita nyní chrání pouze jednotlivce. Jednotlivci vyloučeni na kmenových radách jdou na ostrov vyloučení, kde mezi sebou soupeří v duelu o návrat do hry. Když prohrají tak opustí hru i ostrov, jdou do hotelu a vrátí se do hry jako člen poroty. Porota se účastní všech následných kmenových rad a sbírá cenné informace k nejdůležitějšímu rozhodnutí: na závěrečné radě, kdy jsou ve hře dva trosečníci, zvolí vítěze.

## Soutěžící
Soutěže se účastnilo 18 soutěžících. V první části soutěže byli rozděleni na dva kmeny: Tabon (modrá) a Callao (červená). Kmeny byly pojmenovány podle starých filipínských jeskyní. Sloučený se kmen se jmenoval Mayon (žlutá) a soutěžící v něm soutěžili sami za sebe. Kmen byl pojmenován po filipínské sopce. Po vyřazení byli soutěžící posláni na ostrov vyloučení, z něhož se mohli později dostat zpátky do hry. Po 44 dnech se jeden z nich stal prvním českým Robinsonem.
| Soutěžící                                                             | Kmen    | Kmen          | Kmen     | Vyloučení                            | Ostrov vyloučení                        | Umístění       |
| Soutěžící                                                             | Původní | Přechod hráče | Sloučený | Vyloučení                            | Ostrov vyloučení                        | Umístění       |
| --------------------------------------------------------------------- | ------- | ------------- | -------- | ------------------------------------ | --------------------------------------- | -------------- |
| Katie (Kateřina Hrabáčková) 20 let, skladnice, Ostrava                | Tabon   |               |          | 1. vyloučená Den 4                   |                                         | 18.            |
| Barča (Barbora Hájková) 21 let, logistka, Liberec                     | Callao  |               |          | 2. vyloučená Den 8                   |                                         | 17.            |
| Kačka (Kateřina Šuriaková) 19 let, studentka, Praha                   | Callao  |               |          | Evakuována Den 12                    |                                         | 16.            |
| Iveta (Iveta Stará) 46 let, trafikantka, Boreč u Lovosic              | Tabon   |               |          | 3. vyloučená Den 13                  |                                         | 15.            |
| Bazi (Petr Bazger) 65 let, bývalý železničář, Palonín                 | Tabon   | Tabon         |          | 4. vyloučený Den 16                  |                                         | 14.            |
| Bidlo (Radomír Řezanina) 40 let, podnikatel, Plzeň                    | Tabon   | Tabon         |          | 5. vyloučený Den 20                  |                                         | 13.            |
| Míla (Miloš Brt) 22 let, fitness trenér, Praha                        | Callao  | Callao        | Mayon    | 6. vyloučený Den 24                  | 8. eliminovaný 1. člen poroty Den 30    | 12.            |
| Tereza (Tereza Mašková) Vrátila se do hry                             | Tabon   | Tabon         | Mayon    | Prohrála hru Den 21                  | 7. eliminovaná Den 26                   |                |
| Tereza (Tereza Mašková) Vrátila se do hry                             | Tabon   | Tabon         | Mayon    | Prohrála hru Den 21                  | 1. navrátilec Den 29                    |                |
| Tereza (Tereza Mašková) 28 let, policistka, Doksy                     | Tabon   | Tabon         | Mayon    | Vyřazena Den 33                      |                                         | 11.            |
| Zdeňek (Zdeněk Doubek) 21 let, provozní restaurace, Staré Splavy      | Tabon   | Tabon         | Mayon    | 8. vyloučený Den 32                  | 9. eliminovaný 2. člen poroty Den 34    | 10.            |
| Lucka (Lucie Zahradníková) 33 let, fitness trenérka, Ostrava          | Callao  | Callao        |          | Prohrála hru Den 21                  | 10. eliminovaná 3. členka poroty Den 38 | 9.             |
| Radovan (Radovan Koreň) 44 let, bývalý voják, Dolní Lomná             | Callao  | Callao        | Mayon    | 7. vyloučený Den 28                  | 11. eliminovaný 4. člen poroty Den 41   | 8.             |
| Petra (Petra Palusková) 25 let, playmate, Praha                       | Tabon   | Callao        | Mayon    | 10. vyloučená Den 40                 | 12. eliminovaná 5. členka poroty Den 41 | 7.             |
| Terka (Tereza Mikšaníková) 38 let, účetní, Praha                      | Callao  | Callao        |          | Prohrála hru Den 21                  | 13. eliminovaná 6. členka poroty Den 41 | 6.             |
| Jakub (Jakub Čejpa) Vrátil se do hry                                  | Callao  | Tabon         | Mayon    | 9. vyloučený Den 36                  | 2. navrátilec Den 41                    |                |
| Nika (Nikola Doneová) 27 let, vizážistka, Brno                        | Tabon   | Tabon         | Mayon    | Prohrála hru 7. členka poroty Den 42 |                                         | 5.             |
| David (David Chaloupský) 45 let, vysokoškolský učitel, Hradec Králové | Callao  | Callao        | Mayon    | Prohrál hru 8. člen poroty Den 43    |                                         | 4.             |
| Martin (Martin Vévoda) 24 let, kreativec, Praha                       | Callao  | Callao        | Mayon    | 11. vyloučený 9. člen poroty Den 44  |                                         | 3.             |
| Jakub (Jakub Čejpa) 32 let, finanční poradce, Hradec Králové          | Callao  | Tabon         | Mayon    | Druhý                                |                                         | 2.             |
| Marek (Marek Orlík) 23 let, student marketingu, Opava                 | Tabon   | Tabon         | Mayon    | Český Robinson                       |                                         | Český Robinson |

## Výhody ve hře
- Skrytá imunita –⁠ ruší všechny hlasy pro osobu, která ji zahrála na kmenové radě